# Řeřišnice rýtolistá
Řeřišnice rýtolistá (Cardamine resedifolia) je kriticky ohrožená horská bylina, která je svou velikostí i drobnými kvítky snadno přehlédnutelná (pokud ovšem neroste přímo na skalní stěně). Je jedním z více než deseti druhů rodu řeřišnice, které se v české přírodě vyskytují.

## Rozšíření
Druh je rozšířen hlavně ve vyšších polohách jihozápadní a jižní Evropy, od pohoří na Pyrenejském poloostrově přes Alpy, Apeniny a Vysoké Sudety po jižní a východní Karpaty. V České republice, která je na severní hranici jeho reálu, se vyskytuje ve dvou od sebe izolovaných oblastech, v Krkonoších a Hrubém Jeseníku.
Roste hlavně na vlhkých skalních stanovištích kde zapouští vytrvalý kořen do skalních puklin a spár mezi kamennými bloky nebo na propustných suťovitých, skeletnatých, nevápenatých, na živiny chudých půdách. Jeho lokality jsou obvykle na slunných místech v oreofytiku v subalpínském výškovém stupni nad horní hranici lesa kde mu již tolik nehrozí sešlapávání které rostliny nesnášejí.

## Popis
Vytrvalá, jen 5 až 15 cm vysoká rostlina s vícehlavým kořenem. Několik přímých nebo vystoupavých lodyh vyrůstá z husté listové růžice tvořené celistvými široce vejčitými listy s řapíky asi třikrát delšími než jsou čepele. Lodyžní listy nepravidelně peřenosečné mají obvykle jeden až čtyři páry čárkovitých úkrojků a obvejčitý koncový, jsou však značně variabilní, listy mohou být peřenolaločné nebo dokonce celistvé. Plochý listový řapík má dvě střelovitá ouška která objímají lodyhu.
Drobné oboupohlavné čtyřčetné květy v počtu 5 až 12 vytvářejí krátké husté hroznovité květenství které se neprodlužuje. Kališní lístky mají široký blanitý okraj, bílé korunní lístky jsou kopisťovitého tvaru. Květy rozkvétají v květnu až červenci. Plodem je vzpřímená pukající šešule obsahující zploštělá hranatá semena asi 1 mm dlouhá.

## Rozmnožování
Rostliny se rozmnožují hlavně generativně semeny která vznikají po entomogamickém nebo autogamickém opylení a jsou do okolí rozšiřovány větrem nebo splachem povrchovou vodou. Vzácně se mohou na krátkou vzdálenost rozmnožovat i vegetativně pomoci adventních pupenů na kořenech z který někdy vyrůstají dlouhé plazivé výběžky.

## Ohrožení
Lokality na kterých se řeřišnice rýtolistá vyskytuje jsou chráněny v rámci Krkonošského národního parku a Chráněné krajinná oblasti Jeseníky. V "Seznamu zvláště chráněných druhů rostlin" určeném vyhláškou Ministerstva životního prostředí ČR č. 395/1992 Sb. ve znění vyhl. č. 175/2006 Sb., stejně jako v "Červeném seznamu cévnatých rostlin České republiky" z roku 2012, je řeřišnice rýtolistá klasifikována jako druh kriticky ohrožený (§1) a (C1r).